# Фредо Корлеоне
Фредерико «Фредо» Корлеоне (итал. Frederico «Fredo» Corleone) — вымышленный персонаж романа Марио Пьюзо «Крёстный отец» 1969 года, его одноимённой экранизации режиссёра Фрэнсиса Форда Копполы 1972 года, а также картины «Крёстный отец 2» 1974 года. В фильмах роль Фредо исполнил актёр Джон Казале.
Фредо — средний сын мафиозного дона Вито Корлеоне и его жены Кармелы. Также приходится братом Сонни, Майклу и Конни Корлеоне. В отличие от более авторитетных и мужественных братьев, Фредо представлен как самый слабый и наименее толковый член семьи, отчего он никогда не рассматривался в качестве лидера клана. 

## Создание образа
Судьба Фредо Корлеоне в картине «Крёстный отец 2» послужила единственным камнем преткновения между сценаристом Марио Пьюзо и режиссёром Фрэнсиса Форда Копполы. Сам Пьюзо согласился на убийство персонажа при одном условии: «Я ни в коем случае не хотел, чтобы Фредо был убит, однако настоял на том, что его брат Майкл не может пойти на это, пока жива их мать».

### Кастинг и исполнение
Коппола выбрал Казале на роль Фредо Корлеоне после просмотра постановки «Off Broadway», оставшись под большим впечатлением от его актёрской игры. По другой версии, продюсер «Крёстного отца» Фред Рус заметил Казале в постановке под названием «Линия» 1971 года и посоветовал Копполе взять актёра на роль среднего сына дона Корлеоне.

## Биография вымышленного персонажа

### Ранняя жизнь
Фредо Корлеоне родился в семье дона Вито Корлеоне и его жены Кармелы и был средним ребёнком в семье. В декабре 1941 года, он был единственным, кто поддержал желание Майкла вступить в морскую пехоту для участия во Второй мировой войне после нападения на Перл-Харбор.

### Крёстный отец

Фредо Корлеоне со своим отцом Вито и братьями Сонни и Майклом в день свадьбы Конни Корлеоне.

В романе Марио Пьюзо Фредо Корлеоне является самым слабым из трёх братьев семьи Корлеоне, и поэтому ему поручают вести незначительные дела в семейном бизнесе. Тем не менее, Фредо, в то же время, предстаёт как самый сознательный и послушный из детей Вито Корлеоне. В ключевой сцене романа и фильма Фредо пытается немедленно принять ответные меры во время покушения на его отца на улицах Нью-Йорка. Когда люди Вёрджила Соллоцо несколько раз стреляют в его отца, Фредо роняет пистолет, не успевая произвести ответный огонь. Ощущая свою потерю и беспомощность он присаживается на бордюр напротив своего отца, который после покушения лежит без сознания, и начинает плакать. В романе после покушения на его отца он заболевает из-за шока, пережитого во время покушения. Чтобы помочь Фредо справиться с пережитыми им волнениями и защитить его, любым приемлемым способом, Сонни отправляет Фредо в Лас-Вегас, где он находился под защитой дона Энтони Молинари из Сан-Франциско. В это время, в Вегасе, он начинает осваивать казино и игорные дома и приобретает влияние, одновременно создавая там свой собственный бизнес. Там же он знакомится с бывшим киллером Мо Грином, управляющим крупным отелем в Вегасе, который финансирует семья Корлеоне. Когда распутство Фредо начинает сказываться на бизнесе, Грин публично даёт ему пощечину.
После убийства Сонни Вито выбирает Майкла своим преемником на посту главы клана Корлеоне. Это создаёт пропасть между двумя выжившими братьями. Майкл узнав, что Грин ударил Фредо, выходит из себя и даёт отпор Грину, однако не скрывает встревоженности относительного того факта, что Фредо попал под влияние Грина. Когда Фредо отчитывает Майкла за открытую враждебность к Грину, Майкл, в свою очередь, ругает Фредо за противостояние семье в пользу своего текущего покровителя и предупреждает его не предпринимать подобных решений в будущем.
В оригинальном романе основной слабостью Фредо был его промискуитет (беспорядочные, ничем не ограниченные половые связи), который развивался в Лас-Вегасе. Также в романе Фредо считается наиболее физически развитым. В фильме он ощущает своё личное несоответствие и неспособность действовать эффективно и самостоятельно, что влечет большие последствия. Он изображен менее интеллектуально развитым, чем его брат Майкл, который верил в то, что, хотя у Фредо доброе сердце, он «слаб и туп» (англ. weak and stupid).

### Крёстный отец 2
К 1958 году Фредо становится одним из младших боссов Майкла Корлеоне, однако остаётся без реальной власти. Во время большого семейного собрания он оказывается не в состоянии утихомирить свою пьяную жену, Дианну Данн. Та начинает флиртовать с другими мужчинами, после чего Фредо в ярости уводит её с танцпола и угрожает физической расправой, на что Данн оскорбительно высказывается об итало-американцах, однако конфликт разрешает один из людей Майкла. 
Консильери Том Хейген получает задание взять под контроль семьи Корлеоне сенатора Пэта Гири, дабы заручиться его помощью при оформлении лицензии на игорный бизнес. После попытки Гири вымогать деньги у Майкла, он оказывается замешан в убийстве проститутки, которое было подстроено Майклом для получения рычагов давления над сенатором. Хейген предлагает Гири замести следы преступления в обмен на его «дружбу», а также даёт гарантию, что управляющий борделем Фредо не станет распространять слухи о данном инциденте. 
Некоторое время спустя, Фредо предаёт Майкла, вступив в союз с Джонни Ола, сообщником гангстера-конкурента Хаймана Рота. Ола и Рот убеждают Фредо в том, что Майклу трудно вести деловые переговоры между организацией Рота и семьёй Корлеоне. Фредо тайно соглашается помочь им в обмен на компенсацию. Вскоре после этого на жизнь Майкла совершается покушение. В фильме не раскрывается, какую именно помощь Фредо оказал Оле и Роту в заговоре против Майкла, как много он знал об их намерениях и что получил взамен.

Майкл дарит Фредо сицилийский поцелуй смерти.

Во время пребывания в Гаване, находясь в переговорах с Ротом, Майкл обнаруживает, что Фредо является тем самым предателем из его семьи, который стоял за покушением на него. Убеждая Майкла, что он никогда не встречал Олу, Фредо случайно проговаривается Гири о своей встрече с Олой в ночном клубе. Из этого разговора Майкл подтверждает свои опасения. В канун Нового года он дарит Фредо сицилийский «поцелуй смерти». Находясь посреди хаоса, вызванного кубинской революцией по смещению Фульхенсио Батисты, Майкл требует, чтобы Фредо покинул страну вместе с ним. Испугавшись, Фредо растворяется в толпе. Люди Майкла в конце концов находят Фредо и принуждают его вернуться домой.
Подкомитет Сената по расследованию организованной преступности предъявляет Майклу обвинение. Бывший капореджиме Майкла, Фрэнк Пентанджели собирается дать показания против дона на слушании. За несколько дней до слушания Майкл расспрашивает Фредо о планах Рота. Тот утверждает, что не догадывался о покушении на жизнь Майкла. Также Фредо изливает душу, говоря, что как средний сын дона Корлеоне именно он должен был унаследовать положение отца после его смерти. Под давлением Майкла Фредо сообщает, что адвокат комиссии Сената получает деньги от Рота. Майкл отрекается от Фредо и поручает своему личному убийце Элу Нери, что с его братом не должно ничего случиться, пока их мать остаётся жива, подразумевая убить Фредо после её смерти. На похоронах их матери Майкл, по просьбе Конни, публично прощает Фредо. Тем не менее, их соглашение нарушается, когда Конни позволяет бывшей жене Майкла Кей Адамс тайно увидеться с их детьми. Вскоре после этого, Фредо и Нери отправляются на рыбалку на озере Тахо, где Нери убивает Фредо, когда тот произносит молитву «Аве Мария», в то время как Майкл наблюдает за смертью брата из своего дома.

### Крёстный отец 3
Фредо появляется в ретроспективе своей смерти. Кроме того, он неоднократно упоминается в диалогах фильма, из которых становится ясно, что Майкл испытывает тяжёлую степень вины за убийство своего брата. Его решение окончательно оттолкнуло его от Кей и их сына Энтони, которым было известно об обстоятельствах смерти Фредо. По официальной версии, высказанной Конни, Фредо утонул в озере, однако остаётся неясно, верит ли в неё сама Конни. Позднее Майкл выкрикивает имя «Фредо» во время приступа диабета. Затем он раскаивается в грехе, исповедавшись кардиналу Ламберто, который позже становится Папой римским, Иоанном Павлом I. Дочь Майкла, Мэри, однако, кажется, неуверена, был ли Майкл виновен в смерти Фредо; она спрашивает своего кузена и любовника, Винсента Корлеоне, верно ли это, но Винсент отрицает это, хотя в фильме не уточняется, лжет ли Винсент или он просто не знает.

## Другие появления

### Видеоигры
Фредо, смоделированный под Джон Казале, появляется в игре «The Godfather: The Game», где его озвучил Эндрю Моксэм. В 1945 году, в день покушения на Дона Корлеоне, Фредо просит Альдо Трапани, главного героя игры, помочь ему сопроводить машину скорой помощи в больницу. Позже он посещает больницу вместе с Сонни, который отсылает Альдо. В дальнейшем, помогая Мо Грину в управлении отелем «Пик», Фредо вновь встречает Трапани, ставшего капо, который выражает волю Майкла относительно ухода Грина, чтобы новый дон Корлеоне мог расширить свою деятельность в Вегасе. Несмотря на несогласие с планом Майкла, Фредо принимает его. В игре персонаж ошибочно упоминается в семейной карте как «Альфредо».
В игре «The Godfather II» Джон Мариано заменил Моксэма в качестве актёра озвучивания Фредо. По сюжету, Майкл прикывает Фредо присмотреть за матерью Альдо Трапани, а позже отправиться в Майами, чтобы управлять несколькими отелями. Фредо часто советует Доминику Корлеоне, как нужно вести бизнес. Хайман Рот убеждает невольного Фредо помочь ему настроить двух своих величайших конкурентов (Доминика и Самуэле Мангано) друг против друга, устроив покушение, которое предположительно было организовано Мангано. После убийства Рота позже в том же году подразумевается, что именно Доминик убивает Фредо на озере Тахо.

### Романы-сиквелы
В романе «Возвращение Крёстного отца» Марк Винегарднер раскрывает образ Фредо Корлеоне. Автор предоставляет ответы на некоторые оставшиеся открытыми в фильмах вопросы, такие как подробности предательства Фредо в «Крёстном отце 2» и информированности Энтони об убийстве его дяди.
В романе выясняется, что Фредо является бисексуалом, а также подразумевается, что в детстве к нему приставал приходской священник. Гангстер-конкурент Луи Руссо использует слухи о мужеложстве Фредо, чтобы выставить Майкла слабым доном, и пытается убить Фредо, когда тот проводит время с любовником. Пребывая в Сан-Франциско, Фредо забивает на смерть одного из своих любовников после того, как мужчина узнаёт его по фотографии в газете. Хейген скрывает произошедший инцидент, утверждая, что Фредо убил человека в целях самообороны. Также Фредо разделяет ложе со многими женщинами, поскольку из текста становится ясно, что он «обрюхатил половину подающих коктейли официанток в Лас-Вегасе». Он встречает Маргариту «Риту» Дюваль, подосланную в его номер Джонни Фонтейном. Проведя ночь с Дюваль, Фредо платит ей за то, чтобы она сказала Фонтейну о «лучшей ночи в своей жизни».
В Кольме, во время похорон дона Молинари из Сан-Франциско, Фредо приходит в голову идея создать некрополь в Нью-Джерси. Фредо предлагает свой план Майклу, желая произвести на него впечатление и убедить его и других членов клана в своих способностях, однако Майкл называет его план нереалистичным. Фредо прибывает на рождественскую вечеринку Корлеоне с Диной Данн, теряющей популярность кинозвездой. Через несколько месяцев они женятся. Данн устраивает Фредо эпизодические роли в некоторых своих фильмах. Позже, в сентябре 1957 года, голливудские связи Фредо позволяют ему открыть собственное, не снискавшее успеха «Шоу Фреда Корлеоне». Между тем, у Фредо обостряются проблемы с алкоголем. Он обнаруживает, что Дина изменяет ему со своим коллегой по фильму, и стреляет в машину, которую купил ей. Когда коллега Дины пытается напасть на него, Фредо сбивает его с ног и арестовывает. Хейген выручает его, и между ними проходит спор о безрассудстве Фредо и слепой преданности Хейгена Майклу. Несмотря на это, Хейген оправдывает Фредо, заявляя, что инцидент был самообороной.
Рот, Ола и вероломный капо семьи Корлеоне Ник Герачи используют Фредо как пешку, чтобы устранить Майкла. Джерачи и Ола встречаются с Фредо, который напивается после ссоры с женой, и обещают воплотить в жизнь его идею некрополя в обмен на информацию о Майкле. Фредо снабжает их информацией о семье Корлеоне, в частности о финансовых интересах. В день убийства Фредо, Энтони видит из окна своей комнаты, как его дядя и Эл Нери отправляются на рыбалку. Услышав выстрел, Энтони обнаруживает, что Нери возвращается в одиночестве, осознавая обстоятельства гибели Фредо. 
В романе «Месть Крёстного отца» Фредо появляется в одном из снов Майкла, предупреждая его о приближающейся угрозе и задаваясь вопросом, как тот мог убить своего собственного брата. На протяжении всего романа Майкла преследуют муки совести за совершённый им поступок. В последней главе романа Майкл узнаёт, что у Фредо есть ребёнок от Риты Дюваль. 

## Критика и наследие
В своём эссе 2002 года на фильмы «Крёстный отец» и «Крёстный отец 2» Майкл Срагов отметил, что «Фредо, который мог бы быть следующим в очереди [в роли дона], если бы не его природная слабость, обладает
обезоруживающей наивностью и чувствительностью, которые Брандо демонстрировал в таких фильмах как «Мужчины». Дэн Джардин из Apollo Guide назвал игру Казале в «Крёстном отце 2» «душераздирающей», заявляя, что все его любимые моменты фильма связаны с персонажем Фредо. В своём ревью для Variety Э. Д. Мёрфи похвалил Казале, в частности «прекрасную глубину» образа Фредо. Кэтлин Кэрролл из Daily News охарактеризовала Фредо как «ожесточенного слабого человека, который становится предателем в основном для того, чтобы привлечь к себе внимание». Тим Брэйтон из Alternate Ending назвал Казале лучшим актёром второго плана «Крёстного отца 2», чья «взрывная тирада [в разговоре с Майклом] ближе к концу, ошеломляет». Сохам Гадре из the Spool назвал Фредо самым «привлекательным персонажем» первых двух фильмов, высоко оценив его крик души перед Майклом.

### В поп-культуре
В связи с тем, что Фредо Корлеоне был самым слабым и наименее умным из сыновей дона Корлеоне, имя «Фредо» стало нарицательным для обозначения слабейшего члена группы, в частности одного из братьев и сестёр в семье, независимо от этнической принадлежности.
В комиксе Batman: The Long Halloween у персонажа Кармайна Фальконе (основанного на Вито Корлеоне) имеется сын Альберто, прообразом которого выступил Фредо. В сериале «Во все тяжкие» Сол Гудман намеревается вмешаться в бизнес Уолтера Уайта по производству метамфетамина; он представляет себя Томом Хейгеном Вито Корлеоне Уолта; когда Уолтер заявляет, что не является Вито, Сол называет его «Фредо». В эпизоде «Горькие сладости» сериала «Мёртвые до востребования», когда Олив понимает, что любит Альфредо, она поизносит фразу: «Фредо. Я знала, что это ты» и целует его. В сериале «Девочки Гилмор» в серии «Незабываемое дело» героиня Лорелай произносит фразу: «Ну, Фредо есть в каждой семье». Одна из серий британского комедийного сериала «Компьютерщики» называется «Jen Fredo» (в русской локализации «Джен — менеджер развлечений»), отсылая к среднему сыну Вито Корлеоне. В одном из эпизодов сериала «Клан Сопрано» под названием «Воспитание чувств», когда Эй Джей Сопрано просит своего учителя английского языка повысить оценку его курсовой работы, тот называет Эй Джея «Фредо Корлеоне», намекая, что тот является наименее умным членом могущественного итальянского преступного клана.
На официальном сайте президентской кампании Дональда Трампа 2020 года предлагались с надписью футболки «Фредо расстроен» после выхода вирусного видео на YouTube, в котором тележурналист CNN Крис Куомо обиделся на то, что незнакомец назвал его «Фредо», назвав это имя этническим оскорблением. Сравнение Куомо вызвало споры в Твиттере. Эдвард Фалько, автор романа «Семья Корлеоне» 2012 года, разделил мнение Куомо относительно сопоставления слова «Фредо» с этническим оскорблением, обозначающим не просто слабого и некомпетентного человека, но и слабого и некомпетентного итальянца. По словам Фалько, «Гвидо» является более серьёзным оскорблением в адрес американцев итальянского происхождения, но в то же время согласился, что Куомо «переборщил», когда сравнил это слово со словом на букву «Н». Другие пользователи не согласились с позицией Куомо.